# Neiguan
Neiguan  är en köping i sydöstra Kina. Den ligger i Lianping härad i staden Heyuan i provinsen Guangdong, omkring 190 kilometer nordost om provinshuvudstaden Guangzhou. Antalet invånare är 12 727. Befolkningen består av 6 423 kvinnor och 6 304 män. Barn under 15 år utgör 22,0 %, vuxna 15-64 år 67 %, och äldre över 65 år 10,0 %.